# Hugrabug Helga
Hugrabug Helga (kb. 970-kb. 1050) (az angol eredetiben Helga Hufflepuff) egyik alapítója volt a Roxfort Boszorkány- és Varázslóképző Szakiskolának és kora egyik legnagyobb varázslója volt Griffendél Godrik, Hollóháti Hedvig és Mardekár Malazár mellett. Walesi származású volt. Legjobb barátja Hollóháti Hedvig volt (a Roxfort egyik alapítója). Róla nevezték el a Hugrabug házat. A Hugrabug-házban nagyra tartott értékek a hűség, becsületesség, sportszerűség és tisztességes munka. A Teszlek Süveg mindazonáltal azokat a tanulókat is ebbe a házba sorolja, akik nem rendelkeznek semmilyen kiemelkedő tulajdonsággal, mivel Helga az egyenlő bánásmód híve volt. Nem tudjuk róla, hogy ő maga Hugrabug volt, vagy csak beházasodott a Hugrabug-családba. Leírások alapján barna hajú, kék szemű, teltkarcsú nő volt. Feltehetőleg fél- vagy aranyvérű volt.
Helga híres volt a szakács-bűbájairól, a Roxfortban feltálalt ünnepi ételek többsége az ő receptjei alapján készül. J. K. Rowling egy interjúban azt mondta, hogy a házimanók Helga jóvoltából kerültek a Roxfortba, itt nyújtott nekik menedéket. 
Hugrabug Helgától megmaradt egy kis aranypohár, amelyről azt feltételezték, hogy mágikus erőkkel rendelkezik. A pohár egy távoli utód kezébe került (név szerint Hepzibah Smithébe), akit Voldemort elpusztított, hogy megszerezze a becses tárgyat és horcruxot készítsen belőle.

## Leszármazottak
Hugrabugnak kettő leszármazottját ismerjük, és nem tudjuk, hogy nekik voltak-e gyermekeik. Egyik Hepzibah Smith – Voldemort ölte meg Hugrabug Poharáért és Mardekár Medáljáért.
Másik Zacharias Smith- Harry valószínűsített évfolyamtársa, Hugrabug kviddicscsapatának az egyik hajtója. A Dumbeldore Seregének  tagja volt a második varázslóháborúig.

## Érdekességek
Sok vélemény alapján kijelenthető, hogy a Roxforti 4 ház közül a Hugrabug a legutáltabb.
A 4 Roxforti ház közül ebből került ki a legkevesebb sötét varázsló.
A Pottermore (most Wizarding World) tesztjei alapján ebbe a házba került a legkevesebb ember.
A 4 ház 4 jelképállata közül csak a Hugrabugé (borz) él a föld alatt.